# Jimmy Reardon
Pour plus de détails, voir Fiche technique et Distribution.
Jimmy Reardon (A Night in the Life of Jimmy Reardon ; litt. « Une nuit dans la vie de Jimmy Reardon ») est un film américain réalisé par William Richert, sorti en 1988. Il s'agit de l'adaptation de son propre roman Aren't You Even Gonna Kiss Me Goodbye?.

## Synopsis
Dans les années 60, un adolescent cavaleur, condamné à suivre le parcours professionnel tracé par ses parents, aspire à une tout autre liberté alors que l'heure des choix approche à grands pas.

## Fiche technique
Sauf indication contraire, les informations mentionnées dans cette section peuvent être confirmées par la base de données cinématographiques IMDb,  présente dans la section « Liens externes ».
- Titre original : A Night in the Life of Jimmy Reardon
- Titre français : Jimmy Reardon
- Réalisation et scénario : William Richert, d'après son roman Aren't You Even Gonna Kiss Me Goodbye?
- Musique : Bill Conti
- Direction artistique : John R. Jensen
- Décors : Norman Newberry
- Costumes : Robert De Mora
- Photographie : John J. Connor
- Montage : Suzanne Fenn
- Production : Russell Schwartz
- Production déléguée : Mel Klein et Noel Marshall
- Coproduction : Richard H. Prince
- Société de production : Island Pictures
- Société de distribution : 20th Century Fox
- Budget : 4 millions $[1]
- Pays de production :  États-Unis
- Langue originale : anglais
- Format : couleur
- Genre : comédie dramatique, romance
- Durée : 93 minutes[1]
- Date de sortie :
  - États-Unis : 26 février 1988

## Distribution
- River Phoenix : Jimmy Reardon
- Ann Magnuson : Joyce Fickett
- Meredith Salenger : Lisa Bentwright
- Ione Skye : Denise Hunter
- Louanne Sirota : Suzie Middleberg
- Matthew Perry : Fred Roberts
- Paul Koslo : Al Reardon
- Jane Hallaren : Faye Reardon
- Jason Court : Mathew Hollander
- James Deuter : M. Spaulding
- Marji Banks : Emma Spaulding
- Margaret Moore : Mme Bentwright
- Anastasia Fielding : Elaine
- Kamie Harper : Rosie Reardon
- Johnny Galecki : Toby Reardon

## Tournage
Le tournage a lieu en Illinois, dont Chicago, Evanston, Lake Forest et Wilmette.